# Ityphilus betschi
Ityphilus betschi – gatunek parecznika z rzędu zieminkokształtnych i rodziny Ballophilidae.
Gatunek ten opisany został w 2010 roku przez L.A. Pereirę, a jego epitet gatunkowy upamiętnia Jean-Marie Betsch.
Parecznik ten osiąga do 57 mm długości i do 2 mm szerokości ciała, a holotypowy samiec ma 67 segmentów wyposażonych w odnóża przy długości ciała wynoszącej 40 mm. Czułki około trzykrotnie dłuższe od płytki głowowej, trzeci i czwarty ich człon nieco dłuższe niż szerokie, zaś człon trzynasty tak szeroki jak długi. Nadustek z dwoma szczecinkami pośrodku i czterema przy przedniej krawędzi. Warga górna ma na tylnej krawędzi środkowego płata bardzo drobną, włosopodobną strukturę. Lamelle żuwaczek z 9–10 ząbkami każda. Szczękonóża charakteryzują się częściowo piłkowaną wewnętrzną krawędzią tarsungulum. Stosunek największej szerokości koksosternitu szczękonóży do jego długości mierzonej pośrodku wynosi około 2,7. Kielichowata struktura u ujścia gruczołów jadowych stosunkowo duża. Przez cały spód ciała ciągnie się seria niepodzielonych pól porowatych. U samców stosunek długości telopoditu ostatniej pary odnóży do długości sternitu segmentu na którym jest osadzona wynosi około 3,2.
Neotropikalny wij, znany wyłącznie z dwóch stanowisk w Gujanie Francuskiej.